# 胡允平
胡允平（？年—？年），字，貴州衛籍（今貴州貴陽市）人。明朝解元，政治人物。

## 生平
隆慶元年（1567年）丁卯科貴州鄉試第一名舉人。累官廣西全州知州。